# Grand Prix du Morbihan
Il Grand Prix du Morbihan è una corsa in linea di ciclismo su strada che si svolge ogni anno attorno a Plumelec, cittadina nel dipartimento francese del Morbihan, in Francia. Dal 2005 fa parte del circuito UCI Europe Tour come prova di classe 1.1.

## Storia
Inizialmente questa corsa era classificata nella categoria 1.3 e solo nel 2005, con l'inclusione nel calendario dell'UCI Europe Tour è stata riclassificata 1.1. È anche una delle prove che compongono la Coppa di Francia.
Il nome iniziale era Grand Prix de Plumelec, poi venne rinominata a partire dal 1990 in À travers le Morbihan. Nel 2006 ha acquisito il nome di Grand Prix de Plumelec-Morbihan, cambiato ulteriormente nell'edizione 2021 in Gran Prix du Morbihan.
Per ragioni finanziarie non venne organizzata nel 1979 e 2005.

## Albo d'oro
Aggiornato all'edizione 2025.
| Anno                            | Vincitore                             | Secondo                               | Terzo                                 |
| Grand Prix de Plumelec          | Grand Prix de Plumelec                | Grand Prix de Plumelec                | Grand Prix de Plumelec                |
| ------------------------------- | ------------------------------------- | ------------------------------------- | ------------------------------------- |
| 1974                            | Roger Pingeon                         | Georges Talbourdet                    | Patrick Béon                          |
| 1975                            | Georges Talbourdet                    | Jean-Claude Meunier                   | Guy Leleu                             |
| 1976                            | Robert Alban                          | Raymond Martin                        | Roland Smet                           |
| 1977                            | André Chalmel                         | Jacques Bossis                        | André Corbeau                         |
| 1978                            | Raymond Martin                        | Pierre Bazzo                          | Régis Delépine                        |
| 1979                            | non disputato                         | non disputato                         | non disputato                         |
| 1980                            | Christian Muselet                     | René Bittinger                        | Jean-Philippe Vandenbrande            |
| 1981                            | Robert Alban                          | Christian Levavasseur                 | Pierre Le Bigault                     |
| 1982                            | Fabien De Vooght                      | Gilbert Duclos-Lassalle               | Robert Alban                          |
| 1983                            | Laurent Fignon                        | Christian Corre                       | Alain Vigneron                        |
| 1984                            | Pierre Bazzo                          | Patrick Bonnet                        | Jérôme Simon                          |
| 1985                            | Marc Madiot                           | Denis Roux                            | Yvon Madiot                           |
| 1986                            | Gilbert Duclos-Lassalle               | Rudy Rogiers                          | Thierry Barrault                      |
| 1987                            | Johnny Weltz                          | Laurent Biondi                        | Bernard Vallet                        |
| 1988                            | Frédéric Brun                         | Gérard Rué                            | Thierry Claveyrolat                   |
| À travers le Morbihan           |                                       |                                       |                                       |
| 1990                            | Johan Museeuw                         | Étienne De Wilde                      | Hendrik Redant                        |
| 1991                            | Bruno Cornillet                       | Peter De Clercq                       | Søren Lilholt                         |
| 1992                            | Peter De Clercq                       | Marcel Wüst                           | Franck Boucanville                    |
| 1993                            | Marcel Wüst                           | Jans Koerts                           | Jaan Kirsipuu                         |
| 1994                            | Peter De Clercq                       | François Simon                        | Ronan Pensec                          |
| 1995                            | Francis Moreau                        | Jaan Kirsipuu                         | Christophe Leroscouet                 |
| 1996                            | Johan Capiot                          | Jaan Kirsipuu                         | Nico Eeckhout                         |
| 1997                            | Christophe Agnolutto                  | Jacky Durand                          | Xavier Jan                            |
| 1998                            | Laurent Desbiens                      | Cyril Saugrain                        | Dominique Rault                       |
| 1999                            | Patrice Halgand                       | Laurent Desbiens                      | Johan De Geyter                       |
| 2000                            | Patrice Halgand                       | Sergej Jakovlev                       | Dave Bruylandts                       |
| 2001                            | Gilles Maignan                        | Stuart O'Grady                        | Rubén Díaz de Cerio                   |
| 2002                            | Laurent Lefèvre                       | Nicolas Vogondy                       | Stéphane Heulot                       |
| 2003                            | Nicolas Vogondy                       | Sylvain Chavanel                      | Andy Flickinger                       |
| 2004                            | Thomas Voeckler                       | Laurent Paumier                       | Pierrick Fédrigo                      |
| 2005                            | non disputato                         | non disputato                         | non disputato                         |
| Grand Prix de Plumelec-Morbihan |                                       |                                       |                                       |
| 2006                            | Cédric Hervé                          | Anthony Charteau                      | Samuel Dumoulin                       |
| 2007                            | Simon Gerrans                         | Yann Huguet                           | David Le Lay                          |
| 2008                            | Thomas Voeckler                       | Cyril Gautier                         | Gianni Meersman                       |
| 2009                            | Jérémie Galland                       | Mickaël Larpe                         | Blel Kadri                            |
| 2010                            | Wesley Sulzberger                     | Renaud Dion                           | Stéphane Augé                         |
| 2011                            | Sylvain Georges                       | Pierrick Fédrigo                      | Jeremy Galland                        |
| 2012                            | Julien Simon                          | Samuel Dumoulin                       | Javier Mejías                         |
| 2013                            | Samuel Dumoulin                       | Anthony Geslin                        | Julien Simon                          |
| 2014                            | Julien Simon                          | Luis Ángel Maté                       | Armindo Fonseca                       |
| 2015                            | Alexis Vuillermoz                     | Julien Simon                          | Pierrick Fédrigo                      |
| 2016                            | Samuel Dumoulin                       | Alexis Vuillermoz                     | Arthur Vichot                         |
| 2017                            | Alexis Vuillermoz                     | Jonathan Hivert                       | Samuel Dumoulin                       |
| 2018                            | Andrea Pasqualon                      | Julien Simon                          | Samuel Dumoulin                       |
| 2019                            | Benoît Cosnefroy                      | Jesús Herrada                         | Odd Christian Eiking                  |
| 2020                            | annullata per la Pandemia di COVID-19 | annullata per la Pandemia di COVID-19 | annullata per la Pandemia di COVID-19 |
| Grand Prix du Morbihan          |                                       |                                       |                                       |
| 2021                            | Arne Marit                            | Bryan Coquard                         | Elia Viviani                          |
| 2022                            | Julien Simon                          | Alexander Kristoff                    | Jake Stewart                          |
| 2023                            | Arnaud De Lie                         | Romain Grégoire                       | Rasmus Tiller                         |
| 2024                            | Benoît Cosnefroy                      | Axel Zingle                           | Arnaud De Lie                         |
| 2025                            | Benoît Cosnefroy                      | Kévin Vauquelin                       | Clément Venturini                     |